# Maidenform Peak
Der Maidenform Peak ist ein Berg im Grand-Teton-Nationalpark im Westen des US-Bundesstaates Wyoming. Er hat eine Höhe von 3395 m und ist Teil der Teton Range in den Rocky Mountains. Er liegt nördlich des Leigh Canyon und rund einen Kilometer südlich des Cleaver Peak.

## Belege
1. ↑  Peakbagger: Maidenform Peak. Abgerufen am 6. Februar 2021.
2. ↑  Geonames: Maidenform Peak. Abgerufen am 6. Februar 2021.